# Карролл (округ, Миссисипи)
Округ Карролл (англ. Carroll County) — округ штата Миссисипи, США. Население округа на 2000 год составляло 10 769 человек. В округе 2 административных центра — города Карролтон и Вейден.

## История
Округ Карролл основан в 1833 году.

## География
Округ занимает площадь 1626.5 км2.

## Демография
Согласно переписи населения 2000 года, в округе Карролл проживало 10769 человек (данные Бюро переписи населения США). Плотность населения составляла 6.6 человек на квадратный километр.